# Busselton
Busselton es una ciudad situada en el suroeste de Australia Occidental. Fundada en 1832 por la familia Bussell, Busselton ha sido una de las regiones con mayor crecimineto de Australia en la pasada década y tiene una población de aproximadamente 20.000 habitantes. Busselton está situada 220 kilómetros al sursudoeste de Perth, capital de Australia Occidental. Busselton ha sido elegida la mejor ciudad turística de Australia Occidental en tres ocasiones, 1995, 1996 y 2005.

## Historia

### Asentamientos pre-europeos
Antes de la llegada de los colonizadores europeos en 1832, y por lo menos durante 40.000 años, la zona en la que en la actualidad se ubica Busselton estuvo habitada por los aborígenes noongar. A partir de 1829, la colonización de Australia Occidental tuvo un impacto importante en la vida de los noongar. No obstante, algunas localidades cercanas a Busselton, como Wonnerup, Yallingup y Carbunup River, mantienen los nombres originales de los noongar.

### Colonización
La historia temprana de la exploración europea de la zona se centra en la francesa expedición Baudin (1800-04) que llegó a la costa de Australia Occidental en 1801, con sus naves Géographe y Naturaliste. Nicolas Baudin nombró la bahía Géographe y el cabo Naturaliste, como sus barcos, y bautizó el río Vasse en honor a un marinero, Thomas Vasse, que se perdió cayendo al agua, dándolo por ahogado.

### Época contemporánea
A principios del siglo XX, Busselton se había convertido en una ciudad turística muy conocida, gracias al ferrocarril y a la fiebre del oro de Australia Occidental de la década de 1890, que aumentó considerablemente la población y la prosperidad del estado. Se habían descubierto y desarrollado cuevas en la zona de lo que en la actualidad es el Parque Nacional Leeuwin-Naturaliste, como la cueva Yallingup (ahora conocida como cueva Ngilgi), y la franja de costa entre el cabo Yallingup y el cabo Naturaliste se había vuelto popular para acampar y pasar las vacaciones junto al mar. La Enciclopedia de Australia Occidental de 1913 afirmaba:
Busselton, que ha llegado a ser conocida como el sanatorio de Australia Occidental, se encuentra al abrigo de la bahía Geographe, a unas 30 millas al sur de Bunbury. Hasta hace unos 20 años, era simplemente un encantador pueblo rural, con calles cubiertas de hierba donde los lirios de cala crecían en profusión. ... Su clima templado fresco, su excelente playa y sus instalaciones de baño bien establecidas lo han convertido en uno de los centros turísticos de veraneo favoritos. Si a esto le sumamos las cuevas a las que se llega diariamente en servicio de motor desde la ciudad y, además del paisaje, esta excelente navegación, baños y pesca, Busselton probablemente pueda afirmar ser el lugar favorito de los buscadores de vacaciones.
Busselton comenzó a crecer significativamente cuando el Plan de Asentamiento de Grupos trajo gente a la zona entre 1923 y 1926; nueve de los primeros dieciséis grupos se organizaron en la zona de Busselton. En torno a 1927 se desarrolló el ramal ferroviario de la Bahía Flinders, que conectaba Busselton con la Bahía Flinders y que se cerró alrededor de 1957. En la década de 1930, los precios agrícolas cayeron debido a la Gran Depresión, lo que provocó que muchas personas abandonaran la zona. Durante la Segunda Guerra Mundial, 476 hombres nacidos en Busselton se alistaron en el ejército: 20 en la Armada Real Australiana, 110 en la Real Fuerza Aérea Australiana y 346 en el Ejército de Tierra de Australia. Los nombres de los caídos se muestran en el monumento de guerra de la ciudad junto con los de la Primera Guerra Mundial en St Marys Park. Durante la guerra, en Busselton funcionó una base de entrenamiento de la Fuerza Aérea; los restos de la base aún se pueden ver hoy en día desde la carretera de circunvalación de Busselton. Un caza P-51 Mustang de la Real Fuerza Aérea Australiana recibió el apodo de Busselton en honor a esta localidad y por su apoyo a las actividades de recaudación de fondos del Préstamo de Guerra.
En la década de 1950 se construyeron muchas instalaciones para turistas al oeste de Busselton y la década de 1960 vio los comienzos de la industria pesquera profesional y, en particular, el desarrollo de la región vinícola de Margaret River, que aumentó enormemente el número de turistas en Busselton y sus alrededores. El puerto de Busselton cerró en 1972. A partir de la década de 1970, Busselton comenzó a crecer, especialmente como centro turístico y lugar de retiro. En 1996 se había convertido en una de las zonas de más rápido crecimiento de Australia Occidental. En 2012, el condado de Busselton obtuvo el estatus de ciudad.

## Clima
| Parámetros climáticos promedio de Busselton, Australia Occidental | Parámetros climáticos promedio de Busselton, Australia Occidental | Parámetros climáticos promedio de Busselton, Australia Occidental | Parámetros climáticos promedio de Busselton, Australia Occidental | Parámetros climáticos promedio de Busselton, Australia Occidental | Parámetros climáticos promedio de Busselton, Australia Occidental | Parámetros climáticos promedio de Busselton, Australia Occidental | Parámetros climáticos promedio de Busselton, Australia Occidental | Parámetros climáticos promedio de Busselton, Australia Occidental | Parámetros climáticos promedio de Busselton, Australia Occidental | Parámetros climáticos promedio de Busselton, Australia Occidental | Parámetros climáticos promedio de Busselton, Australia Occidental | Parámetros climáticos promedio de Busselton, Australia Occidental | Parámetros climáticos promedio de Busselton, Australia Occidental |
| Mes                                                               | Ene.                                                              | Feb.                                                              | Mar.                                                              | Abr.                                                              | May.                                                              | Jun.                                                              | Jul.                                                              | Ago.                                                              | Sep.                                                              | Oct.                                                              | Nov.                                                              | Dic.                                                              | Anual                                                             |
| ----------------------------------------------------------------- | ----------------------------------------------------------------- | ----------------------------------------------------------------- | ----------------------------------------------------------------- | ----------------------------------------------------------------- | ----------------------------------------------------------------- | ----------------------------------------------------------------- | ----------------------------------------------------------------- | ----------------------------------------------------------------- | ----------------------------------------------------------------- | ----------------------------------------------------------------- | ----------------------------------------------------------------- | ----------------------------------------------------------------- | ----------------------------------------------------------------- |
| Temp. máx. media (°C)                                             | 29.3                                                              | 29.3                                                              | 27.3                                                              | 23.5                                                              | 20.6                                                              | 18.2                                                              | 17.1                                                              | 17.5                                                              | 18.4                                                              | 20.9                                                              | 24.3                                                              | 27.1                                                              | 22.8                                                              |
| Temp. mín. media (°C)                                             | 14.8                                                              | 15.5                                                              | 14.1                                                              | 11.8                                                              | 10.4                                                              | 8.8                                                               | 8.0                                                               | 8.3                                                               | 8.9                                                               | 9.7                                                               | 11.9                                                              | 13.2                                                              | 11.3                                                              |
| Precipitación total (mm)                                          | 14.6                                                              | 4.0                                                               | 11.3                                                              | 40.4                                                              | 93.8                                                              | 133.6                                                             | 140.8                                                             | 113.0                                                             | 80.7                                                              | 33.5                                                              | 25.0                                                              | 9.6                                                               | 704.6                                                             |
| Días de precipitaciones (≥ 1 mm)                                  | 2.9                                                               | 2.5                                                               | 4.4                                                               | 9.4                                                               | 13.5                                                              | 17.0                                                              | 19.6                                                              | 18.9                                                              | 16.4                                                              | 10.0                                                              | 6.7                                                               | 3.8                                                               | 125.1                                                             |
| Humedad relativa (%)                                              | 43                                                                | 44                                                                | 48                                                                | 56                                                                | 62                                                                | 66                                                                | 67                                                                | 65                                                                | 62                                                                | 56                                                                | 50                                                                | 44                                                                | 55                                                                |
| Fuente: Australian Bureau of Meteorology                          |                                                                   |                                                                   |                                                                   |                                                                   |                                                                   |                                                                   |                                                                   |                                                                   |                                                                   |                                                                   |                                                                   |                                                                   |                                                                   |

## Instalaciones

### Aeropuerto
Busselton está comunicado por el aeropuerto regional de Busselton. Ningún servicio regular funciona en el aeropuerto, aunque los vuelos chárter pueden ser acordados. Ha habido intención por Skywest Airlines de programar un vuelo que lo comunique con el aeropuerto de Perth durante el verano.

### Escuelas
Las escuelas primarias en el área de Busselton son Busselton Primary, West Busselton, Cornerstone Christian College, Dunsborough Primary, Geographe Primary School and Education Support Centre, Georgiana Molloy Anglican School, Our Lady of the Cape, St. Joseph's, y Vasse Primary.
Las escuelas de educación secundaria son Busselton Senior High School (8-12 años), Mackillop Catholic College (8-12 años), Cornerstone Christian College (8-10 años, con planes de ampliarlo hasta los 12), Georgiana Molloy Anglican School (8-11 años), Cape Naturalist College (8-12 años).
El único centro de educación terciaria en Busselton es el South West Regional TAFE.

### Hospital
El hospital de Busselton se localiza tres kilómetros al oeste del centro de la ciudad.
En octubre de 2005, el gobierno de Australia Occidental anunció que Busselton recibiría un nuevo hospital por el valor de 65 millones de dólares. El hospital estará terminado alrededor 2010 y evitará la necesidad de viajar a Bunbury o a Perth para muchos servicios médicos.

## Ciudadanos destacados
- Sean Keenan, actor, nacido en Busselton en 1993.